# Axel Schotte

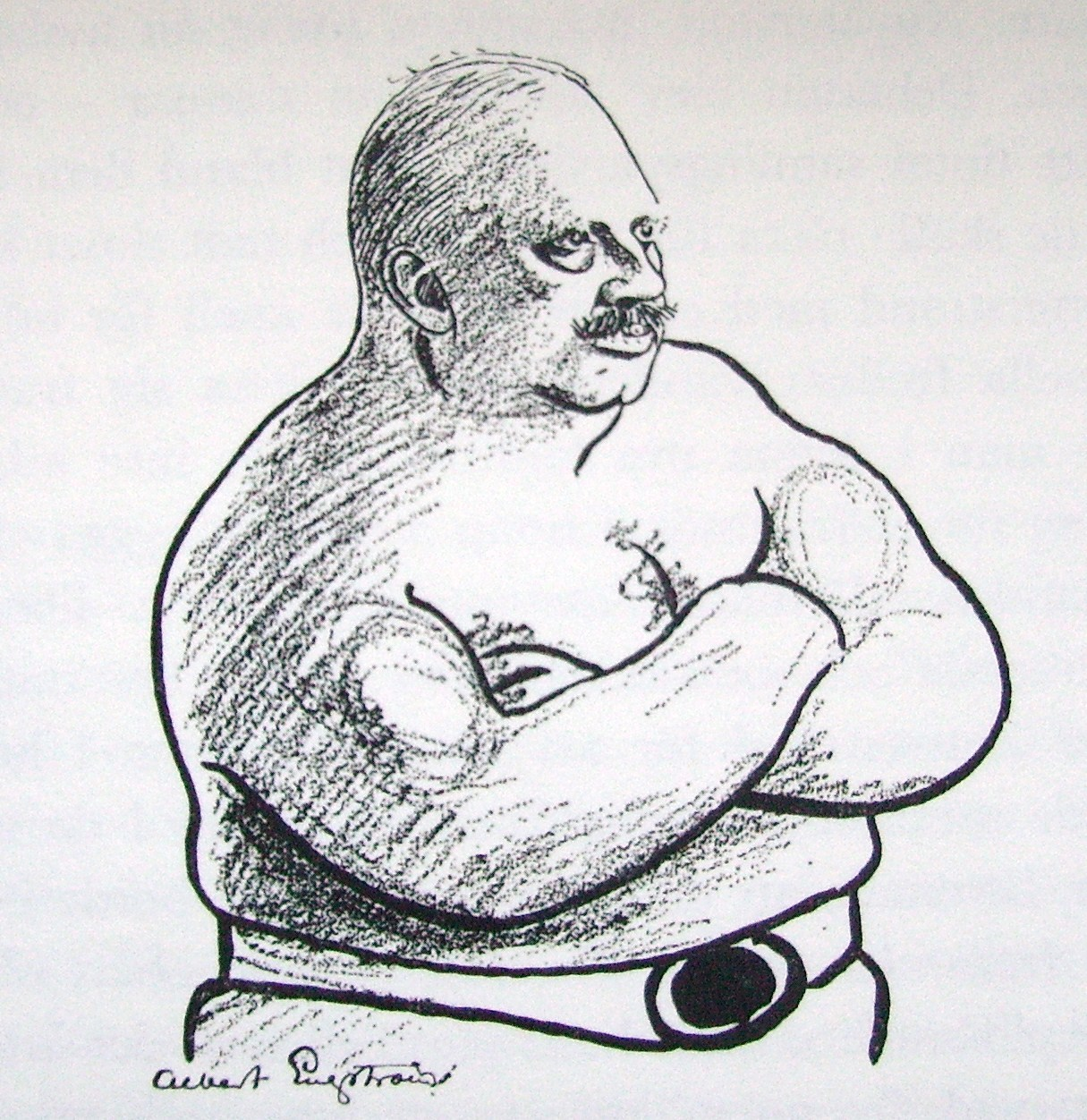
Albert Engströms karikatyr av Axel Schotte

Per Axel Victor Schotte (i riksdagen kallad Schotte i Karlstad, senare Schotte i Umeå), född 13 september 1860 i Nyköping, död 13 juli 1923 i Umeå, var en svensk ämbetsman och politiker (liberal). Han var civilminister 1905–1906, 1911–1914 och 1917–1919, riksdagsledamot 1909–1921 i (andra kammaren till 1919) samt slutligen landshövding i Västerbottens län från 1916 till 1917 och från 1919 till sin död. 

## Familj och levnadshistoria före inträdet i politiken
Axel Schotte var son till rektor Gustaf Victor Schotte (riksdagsledamot 1886–1888), och dennes hustru Maria Vilhelmina, född Hollgren, samt vidare bror till Siri Schotte och Gunnar Schotte.  Efter mogenhetsexamen i Nyköping 1878 gick han vidare till Uppsala universitet. Han tog där en juris kandidatexamen 1886 och började som extra ordinarie notarie vid Svea hovrätt.
Efter att ha tjänstgjort vid Svea hovrätt under tre år blev han i januari 1889 vice häradshövding, och sex månader senare i juli samma år tillförordnad länsnotarie vid Länsstyrelsen i Gävleborgs län. Det var en tjänst där han visserligen hade vissa extraknäck, och lärde känna den politiskt inflytelserike bruksdisponenten Christian Lundeberg. Denne uppskattade Schotte som kunnig och dugande. I maj 1902 blev han utnämnd till landssekreterare för Värmlands län.
Christian Lundeberg hade redan 1902 förutspått att hans bäste väns son en dag skulle bli civilminister. Denna spådom uppfylldes 7 november 1905, då den nye statsministern Karl Staaff utsåg honom till chef för det arbetstyngda civildepartementet, vilket Schotte accepterade.

## Civilminister och politiker
Schottes tid vid civildepartementet blev kort, knappt ett år – den 29 maj 1906 tvingades den första liberala regeringen i Sveriges politiska historia att avgå. Schotte ägnade sig nu åt sin landssekreterarpost och sitt engagemang i det frisinnade partiet. Han blev där först blev invald i den frisinnade landsföreningens förtroenderåd, och senare blev förtroenderådets ordförande 1914–1917. Han var också riksdagsledamot 1909–1921, fram till lagtima riksmötet 1919 i andra kammaren (1909–1911 för Karlstads valkrets, 1912–1917 för Värmlands läns östra valkrets, 1918–1919 för Västerbottens läns södra valkrets) och från urtima riksmötet 1919 i första kammaren för Västerbottens läns valkrets.
Efter den liberala segern i andrakammarvalen 1911 blev han återigen civilminister och fick igenom en rad socialpolitiska reformer. De hade visserligen redan förberetts av amiral Arvid Lindman och dennes civilminister greve Hugo Hamilton. De kom nu igång på allvar, bland annat inrättandet av Pensionsstyrelsen och Socialstyrelsen, samt utbyggnad av arbetarskydds- och Norrlandslagstiftningen. Det som var kronjuvelen under Schottes statsrådstid var dock genomdrivandet av folkpensionen 1913. Efter den andra Staaffregeringens fall i februari 1914 utsågs Schotte till landshövding i Västerbottens län 1916–1923 (under åren 1917–1919 tjänstgjorde han dock inte aktivt).
Han blev också utsedd till utredare av många saker och ting som föll under hans gamla departement. Däri fanns en utredning av statsdepartementens ansvarsområden. Den ledde först och främst fram till det gamla civildepartementets klyvning i ett social- och ett kommunikationsdepartement. Därtill tillkom tillskapandet av ett handelsdepartement med ansvar för handel, industri och sjöfart. Efter högerregeringen Swartz-Lindmans fall hösten 1917 återkallades Schotte som civilminister, ett ämbete som han fick lämna hösten 1919. Detta skedde efter häftiga beskyllningar att han och ecklesiastikminister Värner Rydén hade berikat sig på kristidsföretaget Svensk Imports aktieutdelningar. I det kristida Sverige togs de moraliskt misstänkta affärerna illa upp av en bred folkopinion. Schotte drog sig tillbaka till landshövdingeämbetet vilket han utövade till sin död den 13 juli 1923.